# Mária Turková
Mária Turková (4. února 1911 Uhrovec – 10. prosince 1947 Púchov) byla slovenská a československá poválečná politička Komunistické strany Slovenska, poslankyně Prozatímního Národního shromáždění a Ústavodárného Národního shromáždění, která tragicky zahynula při cestě na zasedání parlamentu.

## Biografie
Pocházela z rodiny továrenských dělníků. Dětství prožila v těžké sociální situaci. Po absolvování školy působila jako řezbářka ornamentů v továrně na hole, pak jako malířka ornamentů v továrně na památkové předměty. V letech 1936–1938 žila v Sovětském svazu. Zapojila se do Slovenského národního povstání (působila v partyzánské brigádě Jana Žižky) a stala se pak členkou Okresního národního výboru za KSS.
Členkou KSČ byla od roku 1933. Po válce zastávala funkci zástupkyně tajemníka oblastního výboru KSS v Trenčíně.
V letech 1945–1946 byla poslankyní Prozatímního Národního shromáždění za KSS. Setrvala zde do parlamentních voleb v roce 1946, po nichž nastoupila jako poslankyně za KSS do Ústavodárného Národního shromáždění. Zde zasedala až do své smrti v roce 1947. Pak ji jako náhradník vystřídal Kornel Haim. Během cesty na schůzi Ústavodárného Národního shromáždění 10. prosince 1947 byla zachycena přijíždějícím rychlíkem v železniční stanici Púchov a usmrcena.